# 동아연필
동아연필(영어: DONG-A PENCIL)은 대한민국의 필기류 업체이다. 1946년 창업 당시 대한민국 최초 필기류 업체였다. 2010년 2천만불 수출탑, 철탑산업훈장 수상회사로 한국 최초의 문구회사이다. 물감, 크레파스 생산
자회사도 있으며, 캐릭터 사용 문구도 도입하였고 계몽사 계열사였던 영아트를 1997년 인수했으나 2004년 11월  유아용품업체 씨앤드에치에 매각했으며 2007년 7월 씨앤드에치크레이티브로 상호변경했다가 2013년 4월 문구업체 다다에 인수합병되었고  같은 해 5월 다다 영아트로 변경됐다.
10종 향기나는 펜 Miffy,Toru 캐릭터가 있으며 2015년 매출 399억원을 돌파하였다.

## 역사
- 1946년 설립(창업자 金魯源) 되어 연필 생산을 시작하였다.
- 1974년 자회사로 동아교재㈜를 설립하여 크레파스, 물감 등을 생산, 판매하였다.
- 1986년 1986년 아시안게임의 공식 상품화권자로 지정되며 관련 상품화를 했다.
- 1987년 1988년 서울 하계 올림픽의 공식 상품화권자로 지정되며 관련 상품화를 하였으며,
- 1990년 기술개발을 위해 동아연필 자회사로 ㈜동아엔지니어링을 설립하였다.
- 1992년 홍당무 팬시 제품 생산 개시, 93대전엑스포 공식 상품화권자 지정
- 1997년 캡식 중성펜을 개발하여 판매하였다.
- 1998년 향기중성펜 등을 개발하여 판매하였다. 또한, ISO9002, ISO14001, AP, ACMI 등 국제적 인증을 획득하였다.
- 1999년 중국 광저우에 지사를 설립하여 해외시장에도 진출하였다.
- 2014년 어린이 연령별 맟춤 교재 브랜드 토루(TORU) 출시
- 2017년 중소기업청 선정 대한민국 대표 '명문장수기업' 선정

## 주요 제품

### 연필
- 소피루비
- 피노키오 연필
- 캔디걸 연필
- 아이파블
- 파블 연필
- 오피스 연필
- 노랑병아리 은나노연필
- 파티시엘
- 빼꼼
- 동아 캐릭터 연필

### 펜류
- Q 노크
- 크로닉스 DX
- 애니플러스
- 이온 3
- 이온 RT
- 이온 C
- 하이글라이더 100
- 파인테크 RT
- 크로닉스
- 애니볼 501
- 스피디볼
- 미피 유성 볼펜
- 프리스타
- 젤리아
- 미피 파인라이너
- 크로닉스팝
- 하이글라이더 150
- 유노크플러스
- 크로닉스 3
- 아이줌 유성볼펜
- 샤벳
- 유노크
- 미피 유성 그립볼펜
- 파인테크 미니
- 헥사플러스 파인라이너
- 파인테크
- 젤리또 0.4
- 프로매틱, 크로닉스 세트
- 크로닉스3 샤프 세트
- 애니볼 4
- 마이겔
- 오피스펜
- 애니겔 501
- 젤존
- 3 제로
- 미피 향기 중성펜 0.38mm
- 모아겔 프리티토루
- 마이메탈

### 샤프/샤프심
- 이노비아 샤프심
- 세라믹 사이드 샤프
- XQ 세라믹 2
- 세라믹팝 샤프
- 프로매틱 XQ 샤프
- 세라믹 샤프심
- 프로매틱 샤프세트
- 프로매틱 샤프
- 아도르 볼펜세트
- XQ GOLD 1000
- XQ 700 골드샤프심
- XQ 세라믹 II 샤프
- XQ 세라믹 샤프
- 프로매틱 샤프
- XQ 502 샤프심

### 사인펜
- 노랑병아리 사인펜 46색 56본
- 소피루비 향기사인펜
- 마이칼라 2
- 필승
- 필승 2
- 체크마킹
- 원터치펜

### 형광펜
- 네오라인 형광펜
- 제티 형광펜
- 헥시 슬림라이너 소프트
- 헥시 슬림라이너 브라이트
- 트윈라이너 브라이트
- 체크포인트
- 포인티어
- 트윈라이너 소프트
- 미피 제트스틱 슬림
- 누오 제트스틱 슬림
- 제트스틱 (타원형)
- 캐릭터 형광펜
- 슬림 형광 색연필
- 메모라이너
- 트윈라이너
- 형광라이너
- 미피 고체형광펜
- 고체형광펜

### 네임펜
- 트윈 네임펜 2
- 동아 네임펜
- 고무그립 네임펜

### 매직펜
- 슬림유성매직
- 논드라이 유성매직
- 유성매직
- 사각촉 유성매직

### 보드펜
- 화이트 보드마카 12색 세트
- 윈도우마카
- 화이트 보드마카
- 화이트 보드마카 Refillable
- 블랙보드마카
- 미니보드마카

### 색연필
- 노랑병아리 색연필 50색
- 아도르 2mm 슬림색연필
- 소피루비 색연필
- 아도르 지워지는 색연필
- 미니특공대 색연필
- 빼꼼 색연필
- 파티시엘 색연필
- 베롤수채
- 미피 슬림색연필
- 체크스틱
- 누오 논스모지 색연필
- 노랑병아리 슬림색연필
- 아도르
- 아도르 대육각
- 파블 수채
- 파블 오일

### 캐릭터 사인펜
- 드래곤에그 향기사인펜
- 미니특공대 사인펜
- 두다다쿵 사인펜
- 파티시엘 사인펜
- 빼꼼 사인펜
- 노랑병아리 사인펜
- 푸 유성매직
- 파티시엘 유성매직
- 빼곰 유성매직
- 노랑병아리 유성매직
- 워셔블 그림마카
- 토루 유성매직

### 크레파스
- 파블 그라피코 오일파스텔
- 드래곤에그 파스
- 소피루비 크레파스
- 주주프렌즈 크레파스
- 미니특공대 크레파스
- 빼꼼 크레파스
- 토루 크레파스
- 파티시엘 크레파스

### 크레용
- 노랑병아리 크레용 50색
- 노랑병아리 크레용
- 베이비칼라 6색세트
- 베이비칼라 15색세트
- 카크레용

### 수채화 물감
- 드래곤에그 수채화물감
- 소피루비 수채물감
- 파블 그라피코 수채화물감
- 미니특공대 물감
- 동아 스탠다드 수채화물감
- 빼꼼 수채화물감
- 파티시엘 수채화물감
- 토루
- 노랑병아리
- 동아 사출 수채화물감
- 딩동댕 그림물감

### 포스터 컬러
- 소비루비 포스터칼라
- 파블 그라피코 포스터칼라
- 미니특공대 포스터칼라
- 동아 스탠다드 포스터칼라
- 파티시엘 포스터칼라
- 빼곰 포스터칼라
- 토루

### 공작용품
- 애니칼라
- 뷰티칼라
- 팝콘칼라

## 브랜드
- 동아 (DONG-A)
- 노랑병아리
- 토루 (TORU)

## 캐릭터

### 동아 캐릭터
- 노랑병아리
- 토루(TTORU)

### 라이선스 캐릭터
- 미피
- 빼꼼
- 미니특공대
- 두다다쿵
- 파티시엘

## 자회사
- 동아교재(주)
- (주)동아엔지니어링 :  각종 문구용 사출
- 광주동아문구유한공사

## 사업장
- 본사: 대전광역시 대덕구 대전로1331번길 350 (대화동)
- 서울사무소 및 본점: 서울특별시 강남구 언주로 601, 4층 (논현동, 파크랜드빌딩)
- 대구영업소: 대구광역시 중구 중앙대로67길 10, 102호 (남산동, 반월당삼정그린코아아파트)
- 부산출장소: 부산광역시 중구 충장대로9번길 52, 1609호 (중앙동4가)
- 광주출장소: 광주광역시 북구 북문대로98번길, 321동 405호 (운암동, 운암아파트)

### 추가 설명
1. ↑  상법 상 본점 주소는 서울특별시 강남구 언주로 601, 4층 (논현동, 파크랜드빌딩)이다.

## 같이 보기
- 대전우송학원
  - 우송대학교
  - 우송정보대학
  - 우송중학교
  - 우송고등학교
  - 서대전고등학교